# Markosice
Markosice (niem. Markersdorf, łuż. Marchośice) – wieś w Polsce położona w województwie lubuskim, w powiecie krośnieńskim, w gminie Gubin.
W latach 1945–54 siedziba gminy Markosice. W latach 1975–1998 miejscowość administracyjnie należała do województwa zielonogórskiego.
W dokumentach o tej miejscowości wspomniano w roku 1293 jako (niem. Marquardisdorf), a od 1550 roku nosiła nazwę Merkersdorf. Markosice to niewielka wieś o kulistym kształcie, ze stawem uplasowanym w centrum miejscowości do której należał folwark, młyn wodny, wiatrak oraz cegielnia. Niegdyś była własnością podgubińskiego klasztoru, ale została oddana w zastaw rycerzom z rodziny von Rodenstock. Następnymi właścicielami majątku rycerskiego były rodziny von Preuß, von Lüben, von Mehlen, von Schönberg, von Schönaich, von Bagge i von Lubieniecky. Od 1771 roku była własnością hrabiego Brühla. W 1821 roku po rozwiązaniu majątku rycerskiego ziemię przejęło 21 rolników. Od XV wieku we wsi był kościół, ale nie przetrwał ostatniej wojny. Miał tutaj swoją kwaterę w 1759 roku Fryderyk Wielki w czasie wycofywania się wojsk austriackich przed Prusakami. 
We wsi znajdowała się od 28 maja do 12 czerwca 1945 roku strażnica 34. Pułku Piechoty, a pluton 9. kompanii piechoty 38. Pułku Piechoty ochraniał tutaj granicę od 12 czerwca do 18 września 1945 roku.
Od 1954 roku była Gmina Markosice z siedzibą do maja 1946 roku w Polanowicach, w Nowej Wsi od 1946 do 1948 roku oraz w Grabicach od 1949 do 1955 roku.
Od 2006/2007 roku wieś posiada sieć wodną, a w 2008 roku mieszkańcy Markosic i sąsiedniej miejscowości Gross Gastrose, odbudowali graniczny most przez Nysę Łużycką (w miejscu zniszczonego przęsła po niemieckiej stronie, zniszczonego w 1946 roku przez Rosjan, umieszczono żelazną drabinę).

## Zabytki
- Stary granitowy krzyż  w kształcie krzyża maltańskiego przeniesiony na aktualne miejsce w 1891 r.[8]. Hipoteza, że jest to tzw. krzyż pokutny nie ma uprawnienia w bezpośrednich dowodach i oparta jest na nieprawdopodobnym założeniu, że wszystkie stare kamienne krzyże, są krzyżami pokutnymi[9][10].